# Vinho de Bordéus

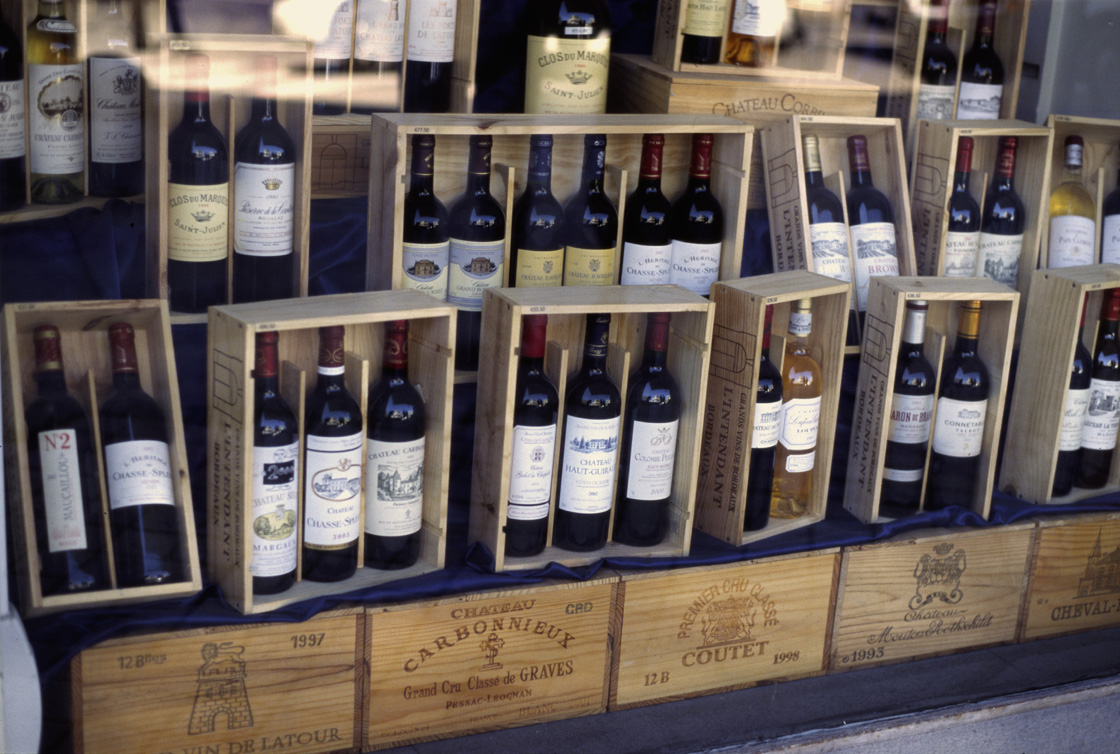
Algumas garrafas de "grandes vinhos", em uma loja na cidade de Bordéus

Vinho de Bordeaux é todo e qualquer vinho, tinto ou branco, produzido na região de Bordeaux (Bordéus em português) na França. Existem 54 "appellations" do vinho de Bordeaux.

## Região
A região de Bordéus, na França, é a segunda maior área de cultivo de vinhos em todo o mundo, com 284.320 acres de vinhedos e treze mil viticultores. Apenas a região do Languedoc, também na França, com 617.750 acres de vinhedos plantados, é maior.
Com uma produção anual de mais de 700 milhões de garrafas, Bordeaux produz uma quantidade enorme de vinhos de mesa para o dia-a-dia, bem como,também, os mais caros e prestigiados vinhos do mundo. Os vinhos tintos e Doce branco (Sauternes) fundamentam a reputação dos vinhos bordaleses, ainda assim, Bordeaux produz vinhos brancos, vinhos rosés e vinhos espumantes, estes últimos denominados 'Crémant de Bordeaux'.
A maior razão para o sucesso da produção vinícola bordalesa é o ambiente excelente para o desenvolvimento de vinhedos. A base geológica do solo da região é de pedra calcária, o que representa um solo de estrutura rica em cálcio. Os cursos dos rios Garonne e Dordogne, que irrigam a terra, e o clima litorâneo, que propicia umidade à atmosfera, concorrem para a criação de um ambiente quase perfeito para a cultura de vinhedos.

## Uvas
O tinto bordalês, conhecido como claret no Reino Unido, é geralmente feito com uma mistura de uvas. As uvas permitidas são: Cabernet Sauvignon, Cabernet Franc, Merlot, Petit Verdot, Malbec e Carmenére, contudo, a uva Malbec é raramente usada e a uva Carmenére está, agora, virtualmente extinta da região de Bordeaux.
O branco bordalês é feito a partir das uvas: Sauvignon Blanc, Semillon e Muscadelle.

## Classificação
A região vitivinícola de Bordeaux é dividida em sub-regiões, entre elas estão: Saint Émilion, Pomerol, Médoc e Graves. Em 1855, um sistema de qualificação, conhecido como Classificação Oficial do Vinho Bordalês, classificou os vinhos em cinco categorias que levavam em consideração o preço dos vinhos. Os tintos Premier Cru (quatro do Médoc e um, Château Haut-Brion, de Graves) estão entre os mais caros vinhos de todo o mundo.
Os Premier Cru são:
- Château Lafite-Rothschild
- Château Margaux
- Château Latour
- Château Haut-Brion
- Château Mouton Rothschild

Em 1955, a AOC(Appellation d'Origine Contrôlée, rotulação de origem controlada) Saint Émilion foi classificada, o que criou duas novas classes de Premier Cru classe A:
- Château Ausone
- Château Cheval Blanc

Pomerol nunca foi oficialmente classificada, mas os vinhos de suas melhores propriedades, como o Château Pétrus e Château Le Pin, atingem preços bastante altos, frequentemente mais altos, inclusive, dos que os alcançados pelos Premier Cru.
Sauternes é uma sub-região do Graves conhecida por seu, intensamente doce, vinho branco de sobremesa, assim como os do Château d'Yquem. O intenso doce é resultado da ação do Botrytis Cinerea, um fungo conhecido popularmente pela denominação - 'nobre podridão'
Muitos críticos, inclusive o americano Robert Parker, acreditam que a classificação de 1855 está desatualizada e defendem que uma nova classificação seria do interesse dos consumidores em geral. À parte das discussões, a classificação de 1855 foi baseada, completamente, apenas nos preços dos vinhos. Desde de 1855, produtores compraram e venderam vinhedos; outros prestigiados produtores morreram; e muitas outras mudanças significativas ocorreram.
Em 1961, o governo francês decidiu rever a classificação e deliu dezessete 'Châteaux'. No final, a reclassificação proposta nunca aconteceu porque o governo se rendeu à pressão política exercida pelos proprietários de 'Châteaux' afetados, temerosos de que as mudanças significassem a diminuição dos preços, àquela época praticados. Certamente, há alguns vinhos não tão bons quanto a sua classificação apregoa aos consumidores, todavia, há, também, muitos produtores, com pouco ou nenhum reconhecimento de acordo com a classificação de 1855, que produzem vinhos de excelente qualidade.
Não obstante, generalizadamente, os vinhos Premier Cru são tidos, pelo público e crítica, como dos mais finos do mundo.

### Classificação de 1855 dos vinhos de Bordeaux
- Premiers Grands Crus - Haut-Brion • Lafite Rothschild • Latour • Margaux • Mouton Rothschild (1973)
- Deuxièmes Grands Crus - Baron Pichon-Longueville • Brane-Cantenac • Cos d'Estournel • Ducru-Beaucaillou • Durfort-Vivens • Gruaud-Larose • Lascombes • Léoville Barton • Léoville Las Cases • Léoville Poyferré • Montrose • Pichon Longueville Comtesse de Lalande • Rauzan-Gassies • Rauzan-Ségla
- Troisièmes Grands Crus - Boyd-Cantenac • Calon-Ségur • Cantenac-Brown • Desmirail • Ferrière • Giscours • Issan • Kirwan • La Lagune • Lagrange • Langoa Barton • Malescot St. Exupéry • Marquis d'Alesme Becker • Palmer
- Quatrièmes Grands Crus - Beychevelle • Branaire-Ducru • Lafon-Rochet • Duhart-Milon-Rothschild • Marquis de Terme • Pouget • Prieuré-Lichine • Saint-Pierre • Talbot • La Tour Carnet
- Cinquièmes Grands Crus - d'Armailhac • Batailley • Belgrave • de Camensac • Cantemerle (1856) • Clerc-Milon • Cos Labory • Croizet Bages • Dauzac • Grand-Puy-Ducasse • Grand-Puy-Lacoste • Haut-Bages Libéral • Haut-Batailley • Lynch-Bages Lynch-Moussas • Pédesclaux • Pontet-Canet • du Tertre
- Sauternes et Barsac Premier
  - Cru Supérieur: Yquem
  - Premiers Crus: Climens • Coutet • Guiraud • La Tour-Blanche • Haut-Peyraguey • Lafaurie-Peyraguey • Rabaud-Promis • Rayne-Vigneau • Rieussec • Sigalas-Rabaud • Suduiraut
  - Deuxièmes Crus: d'Arche • Broustet • Caillou Doisy Daëne • Doisy-Dubroca • Doisy-Védrines • Filhot • Lamothe • de Malle • Myrat • Nairac • Romer • Romer du Hayot • Suau

## História
A produção de vinhos, provavelmente, teve início por volta do ano 48 a.C, durante a ocupação romana de St. Émilion, quando o Império Romano estabeleceu vinhedos para o cultivo de vinho para seus soldados.
Entretanto, apenas em 71 d.C, foram registradas as primeiras evidências da existência de vinhedos na região de Bordeaux.
As primeiras grandes extensões de vinhedos franceses, criados por Roma, em torno de 122 d.C, localizavam-se na atual região de Languedoc.
Embora popular no mercado doméstico, o vinho francês era raramente exportado, devido à extensão das áreas cultivadas e volume da produção serem relativamente baixos. No século XII, porém, a popularidade dos vinhos bordaleses cresceu vertiginosamente depois do casamento de Henry Plantagenet e Aliénor d’Aquitaine.
Ao mesmo tempo em que a popularidade dos vinhos crescia, os vinhedos se expandiam para comportar a demanda do exterior. Sendo Henry II o beneficiário dos impostos na região, e desejando ele o incremento da indústria do vinho, os impostos de exportação da Aquitânia para a Inglaterra foram abolidos. Entre os séculos XIII e XIV, um código de práticas comerciais chamado Política de vinhos foi estabelecido para conferir, ao vinho da região, vantagens comerciais perante regiões circunvizinhas.
Em 1725, a propagação intensa de vinhedos por toda a região de Bordeaux fez necessária a implementação de divisões da região em áreas específicas, assim, o consumidor poderia saber, exatamente, onde havia cada vinho sido produzido. O ajuntamento desses novos distritos era conhecido como Vinhedos bordaleses e as garrafas eram rotuladas com o selo da região e do distrito onde foram produzidos os vinhos.
Devido a natureza lucrativa do negócio, outras áreas na França iniciaram a cultura de vinhedos, rotulando-os como produtos bordaleses. Como os lucros na região da Aquitânia esmaeciam, os vitivinicultores exigiram do governo uma lei que determinasse apenas os produtores da Região de Bordeaux habilitados a usar essa denominação de origem.
Em 1936, o governo atendeu aos apelos dos produtores e dispôs, através de lei, que todas as regiões vitivinícolas francesas deveriam indicar no rótulo das garrafas a região onde foi o vinho produzido.